# Гордеев, Лев Сергеевич
Лев Сергеевич Гордеев (16 апреля 1939, СССР — 14 декабря 2021, Москва) — профессор кафедры кибернетики химико-технологических процессов РХТУ, доктор технических наук (2005), заслуженный деятель науки РФ, заслуженный химик СССР, Почётный профессор РХТУ им. Д. И. Менделеева. дважды Лауреат Премии Правительства РФ в области образования (2002 и 2007).

## Биография
Сотрудничество с химической промышленностью СССР Лев Гордеев начал с 1956 г. в должности слесаря Карачаровского завода пластмасс, где трудился по 1958 г. После этого он поступил в Московский институт химического машиностроения (МИХМ), который окончил в 1963 г., после чего по 1965 г. трудился в НИИ удобрений и инсектофунгицидов им. Я. В. Самойлова.
С 1965 г. Лев Сергеевич пришёл трудиться на кафедру кибернетики химико-технологических процессов (КХТП) РХТУ им. Д. И. Менделеева, где в 1968 г. защитил диссертации на звание кандидата, а в 1982 г. — доктора технических наук. С 1974 г. исполнял обязанности заместителя заведующего КХТП, а с 1991 по 2008 г. Лев Сергеевич Гордеев возглавлял данную кафедру. В 1985/86 учебном году Л. С. Гордеев был деканом созданного по почину его научного руководителя Виктора Вячеславовича Кафарова факультета кибернетики химико-технологических процессов. С 1986 г. по 1992 г. Л. С. Гордеев — проректор по науке РХТУ (оставаясь также зав. кафедрой). В 1996 г. Лев Сергеевич принял обязанности руководства научной школой имени академика В. В. Кафарова (1914—1995).

## Научный вклад
Л. С. Гордеев внёс заметный вклад в разработку теоретических и практических вопросов в области системного анализа, математического моделирования и оптимизации химических реакторов. Участвовал и руководил разработкой новых процессов и конструкций мембранных аппаратов, оптимальных систем перемешивания в реакторах.
Как руководитель кафедры, факультета, проректор по науке, Л. С. Гордеев способствовал и поощрял в РХТУ исследования и внедрение новых материалов и технологий, в том числе разработки технологических процессов получения метанола, диметилового эфира и моторных топлив из природного газа, исследования в области синергетики, нелинейной динамики и термодинамики, исследования тепло-массообменных и совмещённых процессов, изучение проблемы организации малотоннажных и периодических производств, а также более общие исследования в области теории искусственного интеллекта, разработке и применению интеллектуальных систем, разработки в области поддержки принятия решений по изобретательской деятельности и научно-техническому творчеству.
С 1995 г. Л. С. Гордеев являлся председателем диссертационного Совета по трём специальностям: «Системный анализ, управление и обработка информации», «Процессы и аппараты химических технологий» и «Автоматизация и управление технологическими процессами и производствами».

## Преподавание
Л. С. Гордеевым совместно со своим научным руководителем акад. В. В. Кафаровым (1914—1995) были подготовлены и читаются следующие спецкурсы :
- «Оптимизация процессов в химической технологии»
- «Методы кибернетики химико-технологических процессов»

Эти методические разработки нашли применение в учебных планах и многих других российских университетов политехнического профиля.
Профессор Л. С. Гордеев неоднократно приглашался и читал лекции также в высших учебных заведениях Австрии, Германии, Болгарии, Венгрии, Чехии, Словакии и Вьетнама.

## Награды и премии
- «Заслуженный деятель науки РФ»,
- «Почётный химик СССР»,
- «Почётный работник высшего профессионального образования РФ».
- медали М. В. Ломоносова, «Ветеран труда», «В память 850-летия Москвы», медалью Социалистической Республики Вьетнам «Дружба»,
- Премия правительства РФ в области образования (2002 г. и 2007 г.)[4].

Так, за 2002 год он был удостоен (совм. с д.т. н., проф. РТХУ Кольцовой Элеонорой Моисеевной, Третьяковым Ю. Д., Курдюмовым С. П., Малинецким Г. Г., Капицей С. П.) — за работу «Научно-практические разработки в области образования по синергетике, нелинейной динамике и термодинамике необратимых процессов, динамическому хаосу в химической технологии, химии и физике»